# Darmstadt-Eberstadt (stacja kolejowa)
Darmstadt-Eberstadt – stacja kolejowa w dzielnicy Eberstadt miasta Darmstadt, w kraju związkowym Hesja, w Niemczech. Znajdują się tu 2 perony.